# Gabi Habetz
 (juillet 2019).
Si vous disposez d'ouvrages ou d'articles de référence ou si vous connaissez des sites web de qualité traitant du thème abordé ici, merci de compléter l'article en donnant les références utiles à sa vérifiabilité et en les liant à la section « Notes et références ».
Gabi Habetz née à Brauweiler, est une coureuse cycliste allemande.

## Palmarès sur route
- 1979
  - Vriezenveen
  - 20e de la course en ligne aux championnats du monde
- 1980
  - 2e du championnat d'Allemagne sur route
- 1981
  -  Championne d'Allemagne sur route
  - Rund um Straelen

## Palmarès sur piste

### Championnats nationaux
- 1976
  - 2e de la vitesse
- 1977
  - 3e de la vitesse
- 1978
  - 3e de la vitesse
- 1979
  - 3e de la vitesse
- 1980
  - 2e de la poursuite
  - 3e de la vitesse